# Lens culinaris
Lens culinaris, la lenteja verdura o menestra 
(International Feed Nº 5-02-506) es una planta anual herbácea de la familia fabaceae, con tallos de 30 a 40 cm, endebles, ramosos y estriados, hojas oblongas, estípulas lanceoladas, zarcillos poco arrollados, flores blancas con venas moradas, sobre un pedúnculo axilar, y fruto en vaina pequeña, con dos o tres semillas pardas en forma de disco de medio centímetro de diámetro, aproximadamente.
La especie es originaria del Cercano Oriente.

## Concepto
La lenteja es un tipo de legumbre formada por hidratos de carbono y proteínas, y también contiene una gran variedad de vitaminas y minerales. Por este motivo es considerada como un alimento de alto valor nutritivo.

## Producción

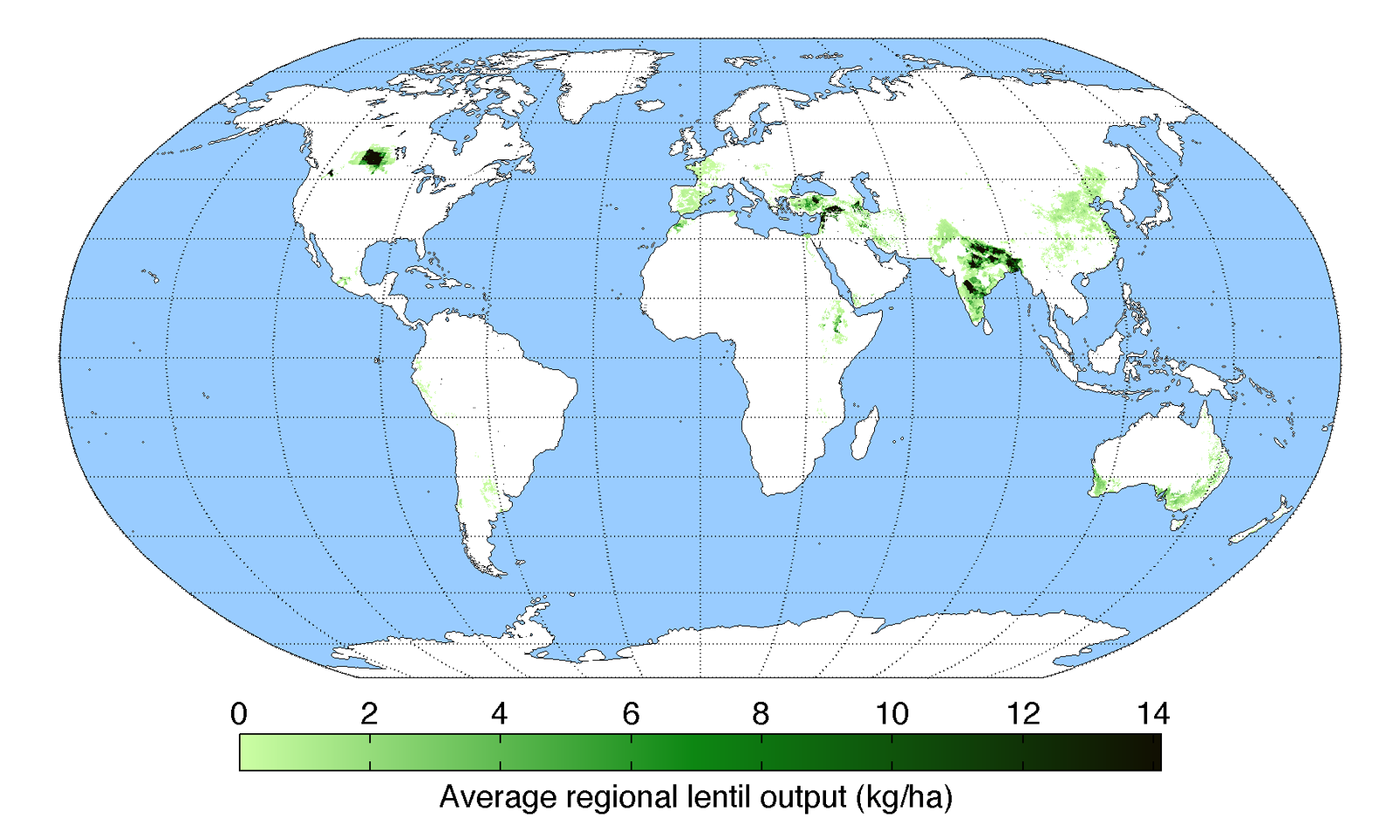
Producción mundial de lentejas

Es un grano relativamente tolerante a la sequía, y prospera en muchos ambientes. Cerca de un tercio de su producción es de India, y se consume en el mercado interno. Los mayores consumidores se encuentran en Asia, el norte de África, Europa Occidental y parte de Iberoamérica. En América se encuentra el mayor exportador, Canadá y  su región más importante de producción es Saskatchewan.  La región Palouse del oriente de Washington e Idaho Panhandle, con su centro comercial en Pullman (Washington), constituyen la mayor región productora de los Estados Unidos. Los principales importadores son Argelia y Egipto, le siguen Bangladés, Sri Lanka, India y Pakistán. En Europa destacan España, Francia, Italia y Alemania. Y por último, en Iberoamerica, los países integrantes de la Comunidad Andina y Brasil importan alrededor de 140.000 toneladas.
La FAO reportó la producción mundial de lentejas de 2008 en 2,82 millones de toneladas en India (29,0 %), Canadá (24,5 %), Turquía (14.5 %), Australia (5,7 %), Estados Unidos (4 %) y China (3,9 %), que sostienen el 81 % del total global. El National Agricultural Statistics Service (NASS) reportó que en el 2007 la producción estadounidense fue de 154 500 toneladas en Dakota del Norte, Montana, Washington e Idaho. Canadá estimó su producción de 2009-2010 en la cifra récord de 1,5 millones de toneladas.
| Rango                                      | País           | 2009      | 2010      | 2011      |
| ------------------------------------------ | -------------- | --------- | --------- | --------- |
| 1                                          | Canadá         | 1,510,200 | 1,947,100 | 1,531,900 |
| 2                                          | India          | 953,300   | 1,031,600 | 943,800   |
| 3                                          | Turquía        | 302,181   | 447,400   | 405,952   |
| 4                                          | Australia      | 143,000   | 140,000   | 379,659   |
| 5                                          | Estados Unidos | 265,079   | 392,600   | 214,640   |
| 6                                          | Nepal          | 147,725   | 151,757   | 206,869   |
| 7                                          | China          | 120,000   | 125,000   | 150,000   |
| 8                                          | Siria          | 102,461   | 77,328    | 112,470   |
| 9                                          | Irán           | 83,985    | 100,174   | 98,516    |
| 10                                         | Etiopía        | 94,773    | 123,777   | 80,951    |
| —                                          | Mundo          |           |           | 4,411,104 |
| Fuente: UN Food & Agriculture Organization |                |           |           |           |

## Valor nutritivo

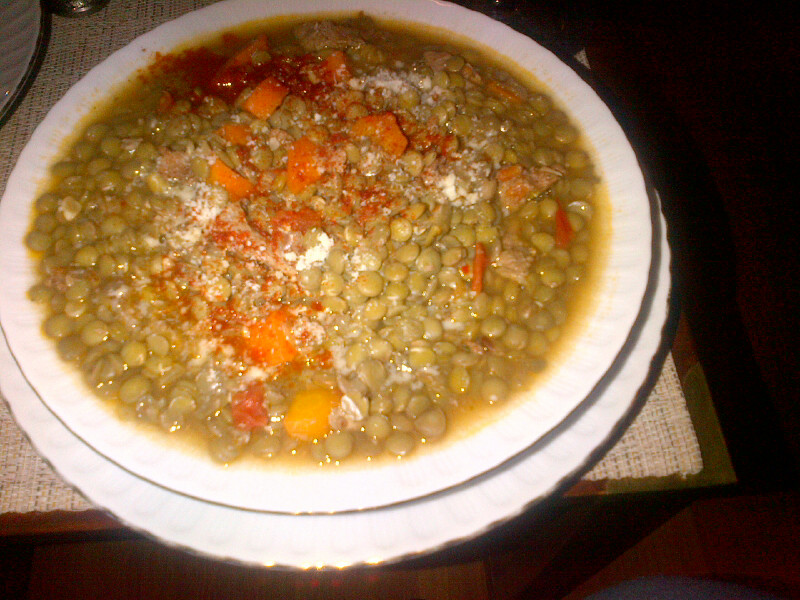
Lentejas con carne picada, encima tiene pimentón rojo y queso parmesano, ambos en polvo.

La lenteja es un alimento con una alta concentración de nutrientes. Los hidratos de carbono son los más abundantes y están formados fundamentalmente por almidón. Sus proteínas vegetales, aunque en buena cantidad, son incompletas, puesto que son deficitarias en metionina (aminoácido esencial). No obstante, si se combinan las lentejas con cereales como la avena o el maíz, ricos en dicho aminoácido, se convierten en proteínas de alto valor biológico, equiparable a las que aportan los alimentos de origen animal. El contenido en lípidos es muy bajo. El aporte de fibra, aunque importante, es también inferior al de otras leguminosas.
Una característica común a todas las leguminosas es la presencia en las raíces de unos nódulos que encierran bacterias del género Rhizobium, capaces de transformar el nitrógeno atmosférico, que las plantas no pueden utilizar, en nitrógeno orgánico (nitrato), que sí pueden utilizar. Por ello, las leguminosas son ricas en proteínas, nutriente que contiene moléculas de nitrógeno en su composición. A menudo se plantan legumbres con el fin de reponerlo.

### Propiedades como alimento funcional
Existen trabajos de investigación científica que muestran alguna evidencia experimental de que las lentejas fermentadas en ciertas condiciones tienen propiedades frente a la hipertensión arterial.

### Contaminación con gluten

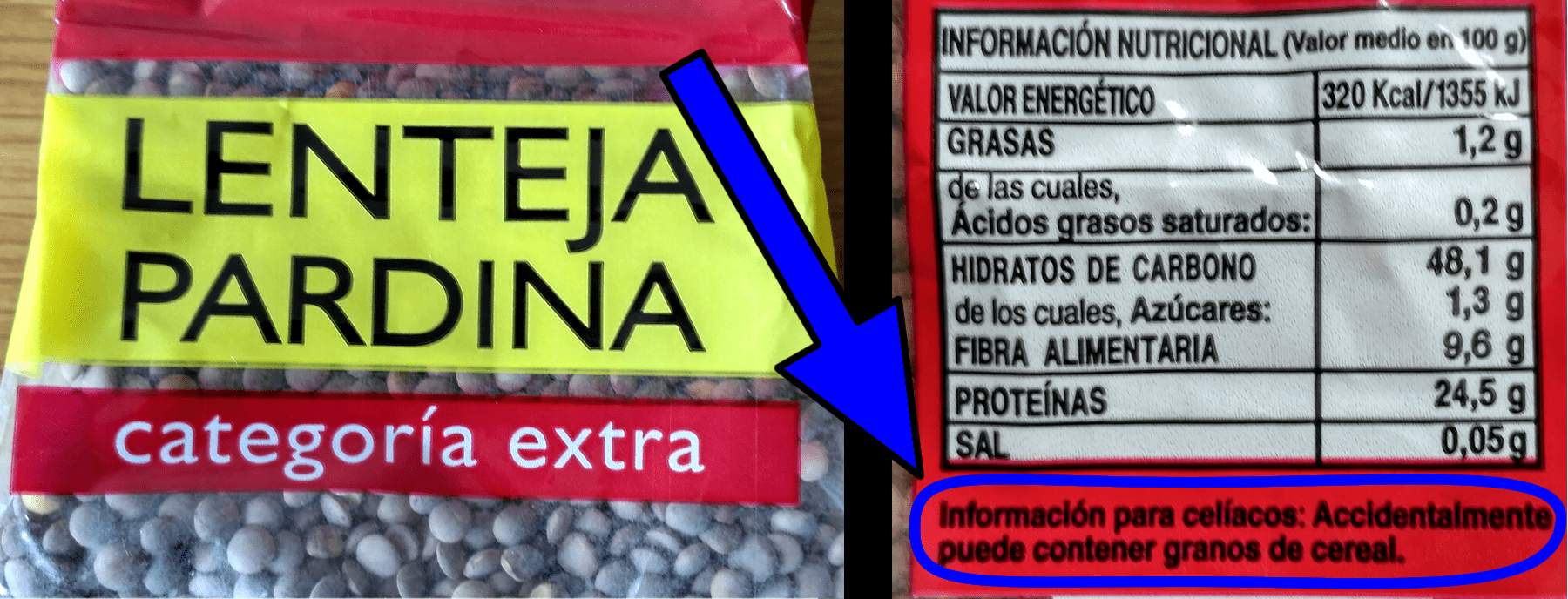
Las lentejas son una fuente insospechada de contaminación con gluten. Algunos fabricantes declaran voluntariamente la presencia de granos de cereales.

Las lentejas presentan frecuentemente contaminación con gluten, principalmente granos de trigo, si bien es un hecho poco conocido y que resulta normalmente inesperado, al tratarse de un alimento en principio libre de gluten. El origen de la contaminación ocurre con toda probabilidad en el campo.  Habitualmente, las lentejas y otras legumbres se cultivan en rotación con cereales, principalmente el trigo. El Codex Alimentarius admite un máximo de un 1% de materias extrañas de origen mineral, animal o vegetal en las legumbres, entre las que se incluyen semillas de otras especies.
El sistema para que las lentejas puedan ser consumidas sin riesgos por las personas que deben seguir una dieta sin gluten, como las que padecen enfermedad celíaca o sensibilidad al gluten no celíaca, consiste en revisarlas una a una para localizar y retirar los granos de cereales y lavarlas abundantemente con agua para eliminar los restos de polvo, antes de ser cocinadas; o bien elegir únicamente lentejas certificadas libres de contaminación con gluten.

## Etimología

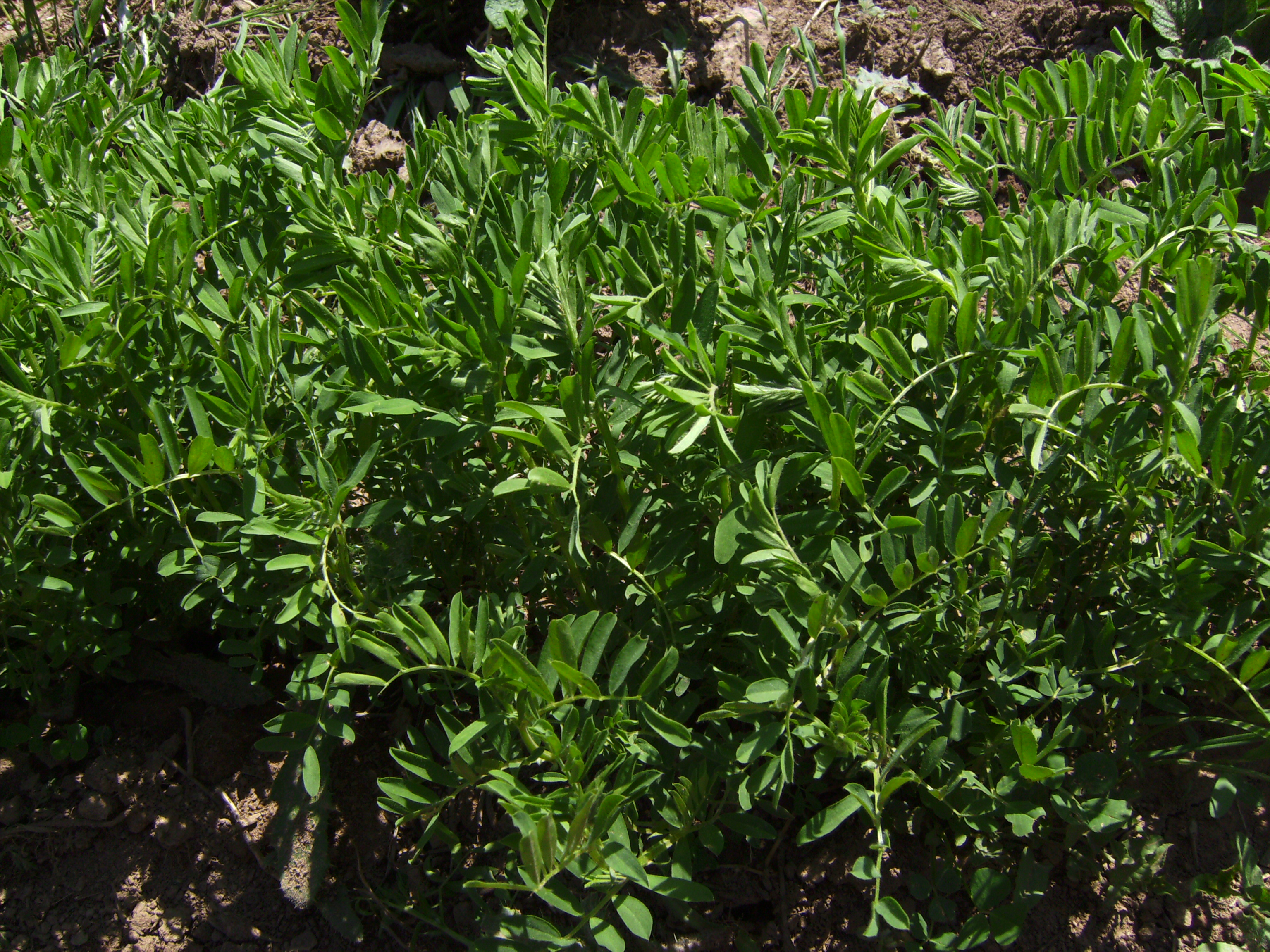
Plantas de lenteja en el campo, antes de la floración.

La palabra lentes proviene del latín lens, lentis, que significa "lenteja". La analogía está motivada por el hecho de que una lente biconvexa tiene una geometría semejante a la de una semilla de lenteja.